# ناحیه جامعه
ناحیه جامعه (به عربی: دائرة جامعة) یک ناحیه در الجزایر است که در استان الوادی واقع شده‌است.

## خصوصیات
ناحیه جامعه  ۸۹٬۸۸۰ نفر جمعیت دارد.